# Escobaria
Escobaria Britton & Rose è un genere di piante succulente appartenente alla famiglia delle Cactaceae

## Descrizione
Comprende specie che hanno solitamente forma globosa e cespitosa, presentando tubercoli con solco longitudinale come le Coryphantha. Fiorisce in primavera-estate, i fiori hanno forma di imbuto e sono generalmente giallastri o tendenti al rosa.

## Distribuzione e habitat
Originario del sudest del Canada, degli Stati Uniti meridionali ed orientali e del nordest del Messico.

## Tassonomia
Il genere comprende le seguenti specie:
- Escobaria abdita Repka & Vako
- Escobaria alversonii (J.M.Coult.) N.P.Taylor
- Escobaria chihuahuensis Britton & Rose
- Escobaria cubensis (Britton & Rose) D.R.Hunt
- Escobaria dasyacantha (Engelm.) Britton & Rose
- Escobaria duncanii (Hester) Buxb.
- Escobaria emskoetteriana (Quehl) Borg
- Escobaria hesteri (Y.Wright) Buxb.
- Escobaria laredoi (Glass & R.A.Foster) N.P.Taylor
- Escobaria lloydii Britton & Rose
- Escobaria minima (Baird) D.R.Hunt
- Escobaria missouriensis (Sweet) D.R.Hunt
- Escobaria robbinsiorum (W.H.Earle) D.R.Hunt
- Escobaria sneedii Britton & Rose
- Escobaria tuberculosa (Engelm.) Britton & Rose
- Escobaria vivipara (Nutt.) Buxb.
- Escobaria zilziana (Boed.) Backeb.

## Coltivazione
Le Escobaria sono molto sensibili al marciume, per cui occorre un terreno molto drenante e molta attenzione a non eccedere con le annaffiature.
Le temperature invernali non dovrebbero scendere sotto i 5 °C, ma quasi tutte le specie sopportano brevi gelate. Alcune specie invece sopportano temperature di -7 °C (Escobaria minima) e -30 °C (Escobaria missouriensis ed Escobardia vivipara).
La propagazione può avvenire per pollone o talea, la semina non è facile.